# كارل غوستاف روس
كارل غوستاف روس (بالسويدية: Carl Gustaf Roos)‏ هو ضابط سويدي، ولد في 25 ديسمبر 1655 في فستريوتلاند في السويد، وتوفي في 2 مايو 1722.